# Asquamiceps longmani
Asquamiceps longmani är en fiskart som beskrevs av Fowler, 1934. Asquamiceps longmani ingår i släktet Asquamiceps och familjen Alepocephalidae. Inga underarter finns listade.